# Mr. Robin kkosigi
Mr. Robin kkosigi (미스터 로빈 꼬시기?), noto anche con il titolo internazionale Seducing Mr. Perfect, è un film del 2006 scritto e diretto da Kim Sang-woo.

## Trama
Min-jun, sconvolta per essere stata lasciata dal fidanzato il giorno del suo compleanno, viene quasi investita da una macchina; il guidatore risulta essere il suo nuovo capo, Robin Heiden. La giovane si pone allora un obiettivo: conquistare l'uomo e non farsi mai più lasciare.

## Distribuzione
In Corea del Sud la pellicola è stata distribuita dalla Lotte Entertainment a partire dal 7 dicembre 2006.